# 蓋特里菲斯特山

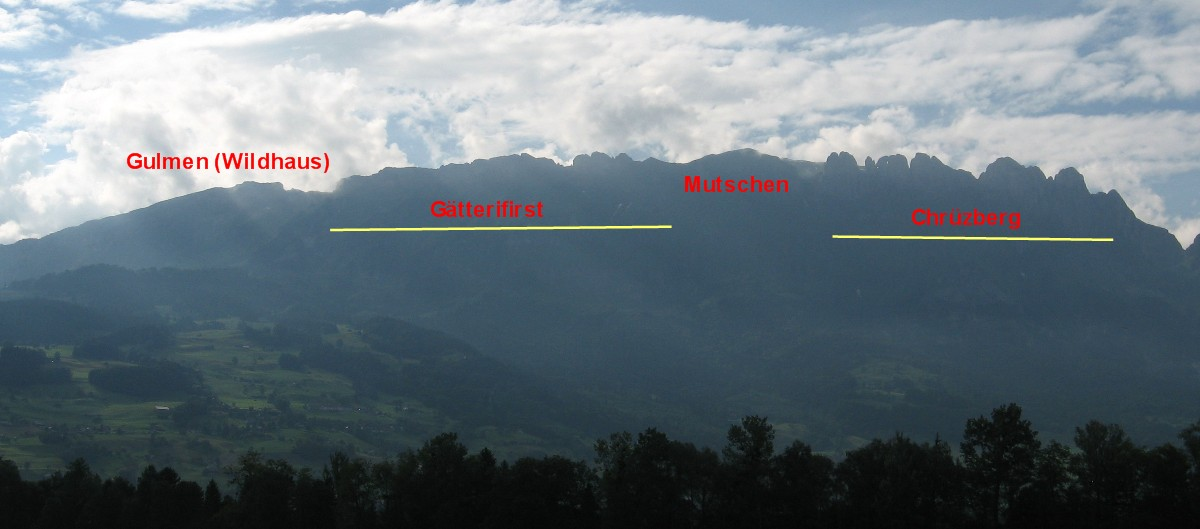

47°13′53″N 9°24′1″E / 47.23139°N 9.40028°E
蓋特里菲斯特山（德語：Gätterifirst），是瑞士的山峰，位於該國東北部，由聖加侖州負責管轄，屬於阿爾卑斯坦山脈的一部分，海拔高度2,099米，每年平均降雨量1,954毫米。